# اهتزاز قسري
الاهتزاز القسري (بالإنجليزية: Forced vibration)‏ هو ظاهرة فيزيائية حيث يتم أجبار جسم لجسم اخر على الاهتزاز بنفس تردده عند تلامسهما. عندما يزاح المهتز عن موضع توازنه ويترك حرا فانه سوف يهتز بتردد يعتمد على ثوابت المرونة والقصور الذاتي وان ما يساعد على استمرار الاهتزاز هو الطاقة المخزونة في المهتز في بداية الحركة الاهتزازية ولكن بسبب المقاومة الاحتكاكية التي تكون موجودة مهما كانت صغيرة فان سعة الاهتزاز سوف تتضائل بالتدريج مع الزمن حتى يتوقف المهتز عن الاهتزاز. ولكي نحافظ على استمرار الاهتزاز يجب ان يزود المهتز بالطاقة باستمرار للتغلب على تاثير المقاومة الاحتكاكية، وإذا كانت الوسيلة لتزويد المهتز بالطاقة على شكل قوة خارجية دورية فعندئذ يقال بان المهتز في حالة اهتزاز قسري أو مجبر. تمثل القوة الخارجية الدورية وترددها الزاوي القسري وهو التردد المستقل تماما عن التردد الزاوي الطبيعي أو التردد الزاوي المضمحل، وبوجود الاهتزاز القسري سيكون الجسم المهتز خاضعا لثلاث قوى مختلفة آنيا:
- قوة الاستعادة
- قوة الاحتكاك
- القوة الخارجية الدورية

## أمثلة على الظاهرة
عند ملامسه مقبض شوكة رنانة سطح منضدة أو صندوق الرنين أو حتى الأصنوميتر نسمع صوت عالي والسبب راجع إلى الأهتزاز القسري حيث أثرت الشوكة الرنانة عليه واجبرته على الأهتزاز وتوليد ذلك الصوت.
ومن ابسط امثلة هذا النوع من الاهتزاز:
- الارجوحة
- اهتزاز الجسر تحت ضربات اقدام طابور عسكري عند العبور
- اهتزاز الالات الموسيقية بانواعها

## اهتزاز قسري مع تثبيط
في هذا القسم سوف نرى سلوك نموذج للنابض المثبط للوزن (بالإنجليزية: spring mass damper)‏ عندما نضيف قوة توافقية (بالإنجليزية: harmonic force)‏ حسب الشكل أدناه. يمكن إنتاج هذا قوة من هذا النوع على سبيل المثال من خلال دوارن غير متوازن:
{\displaystyle F=F_{0}\cos {(2\pi ft)}.\!}
إذا قمنا بجمع القوى المطبقة على الوزن مجددا فأننا سنحصل على المعادل التفاضلية العادية التالية:
{\displaystyle m{\ddot {x}}+{c}{\dot {x}}+{k}x=F_{0}\cos {(2\pi ft)}.}
الحل الخاص بالحالة الثابتة للمعادلة يمكن كتابته على الشكل التالي:
{\displaystyle x(t)=X\cos {(2\pi ft-\phi )}.\!}
النتيجة تشير إلى أن الوزن سوف يتذبذب حسب نفس التردد، f، للقوة المطبقة ولكن مع انزياح في الطور {\displaystyle \phi .}
أن إتساع الاهتزاز “X” يمكن تحديده حسب المعادلة التالية:
{\displaystyle X={F_{0} \over k}{1 \over {\sqrt {(1-r^{2})^{2}+(2\zeta r)^{2}}}}.}
حيث “r” تعرف بانها نسبة التردد التوافقي للقوة إلى التردد الغير مثبط الطبيعي لنموذج النابض–المثبط–للوزن.
{\displaystyle r={\frac {f}{f_{n}}}.}
وإنزياح الطور، {\displaystyle \phi ,} يمكن تحديده حسب المعادلة التالية:
{\displaystyle \phi =\arctan {\left({\frac {2\zeta r}{1-r^{2}}}\right)}.}